# Болгач
Бо́лгач (біл. Балгач) — невелика річка в Верхньодвінському районі Вітебської області Білорусі.
Річка бере початок з болота в межиріччі річок Ужиця та Свольна. Серед приток має декілька струмків зліва. Впадає до озера Страдне, яке стікає до річки Свольної (басейн Західної Двіни) річкою Трудниця.
У верхній течії болота осушуються, ведеться видобуток торфу. Протікає по лісистій місцевості. В гирлі — село Страдне.